# Даровиця
Дарови́ця (рос. Даровица) — селище у складі Котельницького району Кіровської області, Росія. Входить до складу Зайцевського сільського поселення.
Населення становить 10 осіб (2010, 24 у 2002).
Національний склад станом на 2002 рік — росіяни 100 %.